# Józef Skrzek

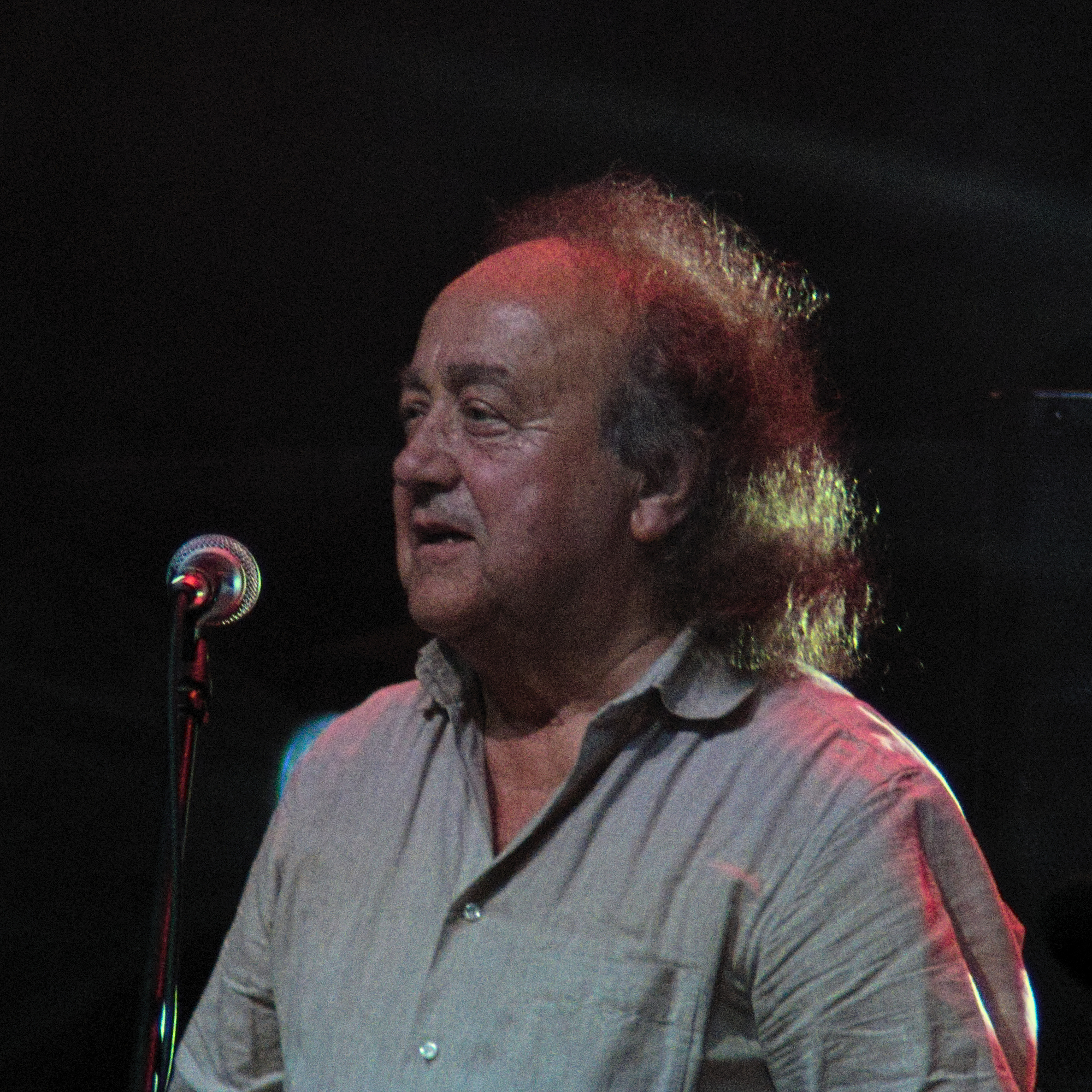
Józef Skrzek

Józef Franciszek Skrzek (Michałkowice, 2 juli 1948) is een Pools rockmuzikant, die met name bekend werd als zanger, toetsenist en bassist van de progressieve rockband SBB.
Skrzek werd geboren in een mijnwerkersgezin in het woiwodschap Silezië, en had al als kind belangstelling voor muziek, kunst, dans en sport. Hij studeerde piano aan de Karlowicz School in Katowice, en stroomde vervolgens door naar de muziekacademie in dezelfde plaats. De dood van zijn vader in 1970 bracht hem er toe zijn studie te stoppen, om als professioneel musicus de kost te verdienen voor het gezin.
Hij debuteerde als bassist en pianist in de rockband Breakout. in 1971 formeerde hij echter een eigen groep, tezamen met gitarist Apostolis Antymos, een Pool van Griekse afkomst en drummer Jerzy Piotrowski. Deze band, SBB was de eerste progressieve-rockband in Polen, en een van de eersten ter wereld.
Skrzek bleef naast zijn rol in SBB ook als solomuzikant actief, en treedt regelmatig op met voornamelijk piano en orgelcomposities.
- Biblioteca Nacional de España: XX5321689
- Bibliothèque nationale de France: cb14700432n (data)
- Gemeinsame Normdatei: 1143605160
- International Standard Name Identifier: 0000 0001 1121 4520
- MusicBrainz: d0f82e94-1dd1-4e50-a1b4-f9250c7b1401
- Nationale Bibliotheek van Tsjechië: xx0200998
- Virtual International Authority File: 161585103
- WorldCat: E39PBJtMr6wdT97fQ98rBdk4bd